# ظلم و ستم (فیلم ۱۹۹۸)
ظلم و ستم (به هندی: Zulm-O-Sitam) فیلمی محصول سال ۱۹۹۸ و به کارگردانی کی. سی بوکادیا است. در این فیلم بازیگرانی همچون آرجون سارجا، مادهو، درمندرا، جایا پرادا، شاتورگان سینها، موکش ریشی، دنی دنزونگپا، گلشن گروور، پریم چوپرا، شاکتی کاپور، موکش خانا، آنجانا ممتاز ایفای نقش کرده‌اند.